# Ernst Hückstädt
Ernst Wilhelm Gustav Hückstädt (* 9. Dezember 1850 in Stralsund; † 2. Juni 1902 in Poseritz) war ein deutscher Geistlicher und Autor.
Ernst Hückstädt besuchte das Gymnasium in Stralsund und nahm als Primaner am Deutsch-Französischen Krieg 1870/71 teil. Nach dem Abitur studierte er in Erlangen, Halle und Leipzig Theologie. 1885 wurde er Pastor in Prerow, dann in Bellow und zuletzt in Poseritz.

## Werke
- Geschichte der Stadt Pasewalk. Pasewalk 1883 [Neudruck Neustadt 1995, ISBN 3-89557-044-3].
- De Bildungsreis’. Poetische Erzählung in niederdeutscher Mundart. Prerow 1885.
- Die geschlechtlich sittlichen Verhältnisse der evangelischen Landbewohner im Deutschen Reiche. Leipzig 1895.